# Strydenburg
Strydenburg est une petite ville rurale d'Afrique du Sud de près de 3 000 habitants, située dans la province du Cap-du-Nord. Localisée dans le désert du Karoo, sur l'autoroute N 12 à 77 km au nord de Britstown, Strydenburg fut fondée en 1892 et devint une municipalité en 1914. 

## Administration
Lors de la réforme des gouvernements locaux en 2000, Strydenburg a été incorporée avec Hopetown dans la municipalité de Thembelihle (15 701 habitants en 2011).

## Démographie
Selon le recensement de 2011, Strydenburg compte 2 987 habitants (83,90 % de coloureds, 10,21 % de noirs et 5,19 % de blancs). La langue maternelle dominante dans la population est largement l'afrikaans (93,56%).  